# Menon

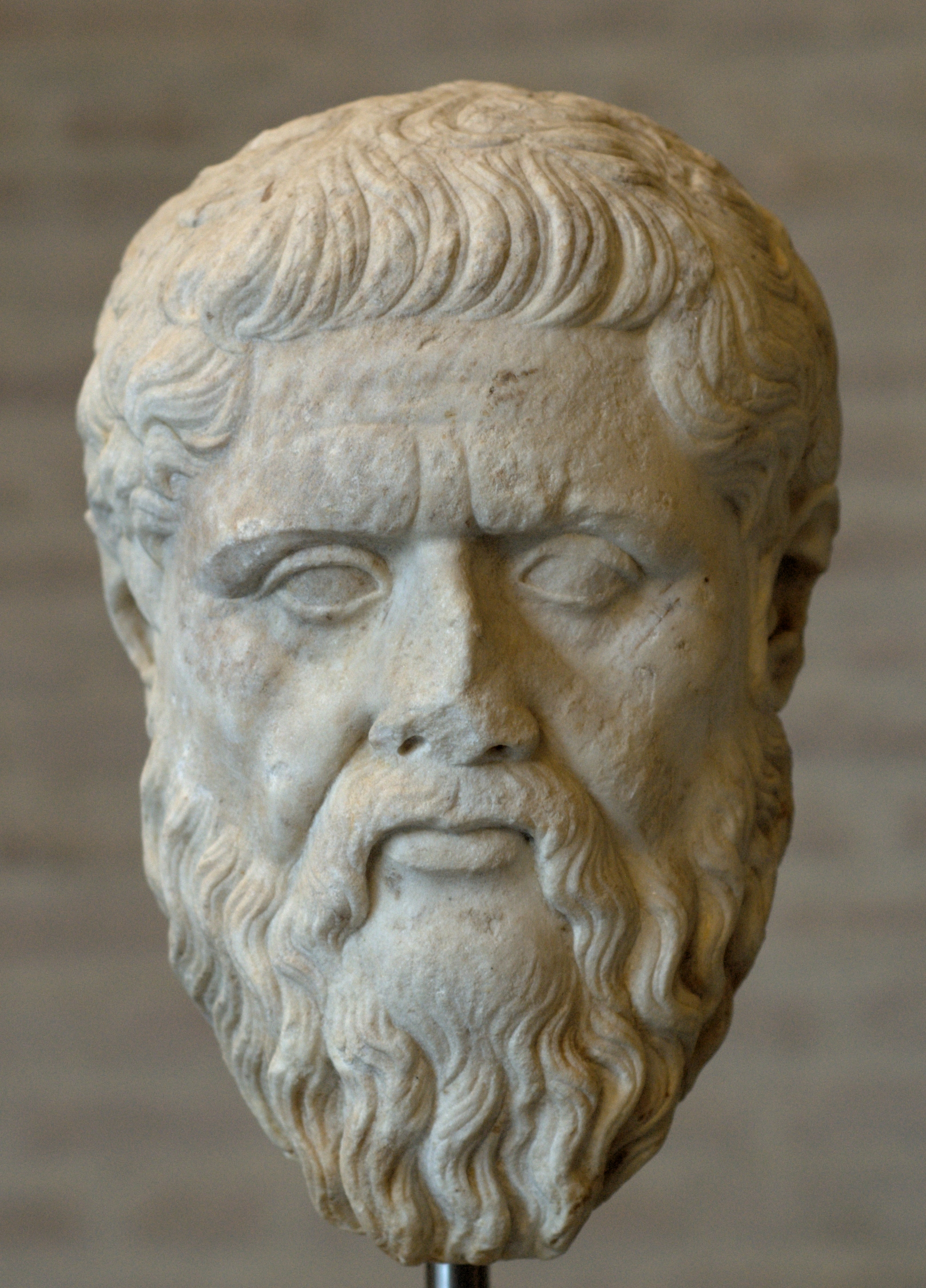
Platon (römische Kopie des griechischen Platonporträts des Silanion, Glyptothek München)

Der Menon (altgriechisch Μένων Ménōn) ist ein in Dialogform verfasstes Werk des griechischen Philosophen Platon. Den Inhalt bildet ein fiktives, literarisch gestaltetes Gespräch. Platons Lehrer Sokrates diskutiert mit dem vornehmen Thessalier Menon von Pharsalos, der sich vorübergehend in Athen aufhält, und mit dessen Gastgeber, dem Politiker Anytos. Außerdem nimmt zeitweilig ein Sklave Menons an dem Gespräch teil. Das Thema ist Menons Frage, ob Tugend erlernt oder eingeübt werden kann oder angeboren ist. Der gewöhnlich mit „Tugend“ übersetzte griechische Begriff aretḗ bezeichnet nicht nur eine moralisch wünschenswerte Haltung, sondern Tüchtigkeit und Vortrefflichkeit in einem weiten Sinn.
Zunächst müsste geklärt werden, was Tugend eigentlich ist, doch gelingt dies nicht; verschiedene Definitionsvorschläge werden untersucht und erweisen sich als untauglich. Sokrates glaubt jedoch, dass es ein angeborenes, aber verschüttetes Wissen gibt, zu dem auch die Kenntnis der Tugend gehört, und dass dieses Wissen durch Erinnerung aktiviert werden kann. Damit wendet sich die Debatte dem Prozess der Erkenntnisgewinnung zu. Sokrates versucht mit einem didaktischen Experiment, bei dem ein Sklave Menons als Versuchsperson dient, seine Hypothese zu untermauern, der zufolge Lernvorgänge als Erinnerung an ein bereits vorhandenes Wissen zu erklären sind („Anamnesis-Hypothese“). Ob jedoch die Tugend zum lehrbaren Wissen zählt, scheint fraglich, da es an Tugendlehrern fehlt. Es gibt fähige Persönlichkeiten, die Tugend zwar besitzen, aber nicht anderen vermitteln können. Die Diskussion führt in eine Aporie (Ratlosigkeit), denn die Frage, worin Tugend besteht, bleibt offen.
Platons erstmals im Menon thematisiertes Anamnesis-Konzept wurde in der abendländischen Philosophie zum Ausgangspunkt der Auseinandersetzung mit dem Problem apriorischen – von Erfahrung unabhängigen – Wissens.

## Ort, Zeit und Teilnehmer

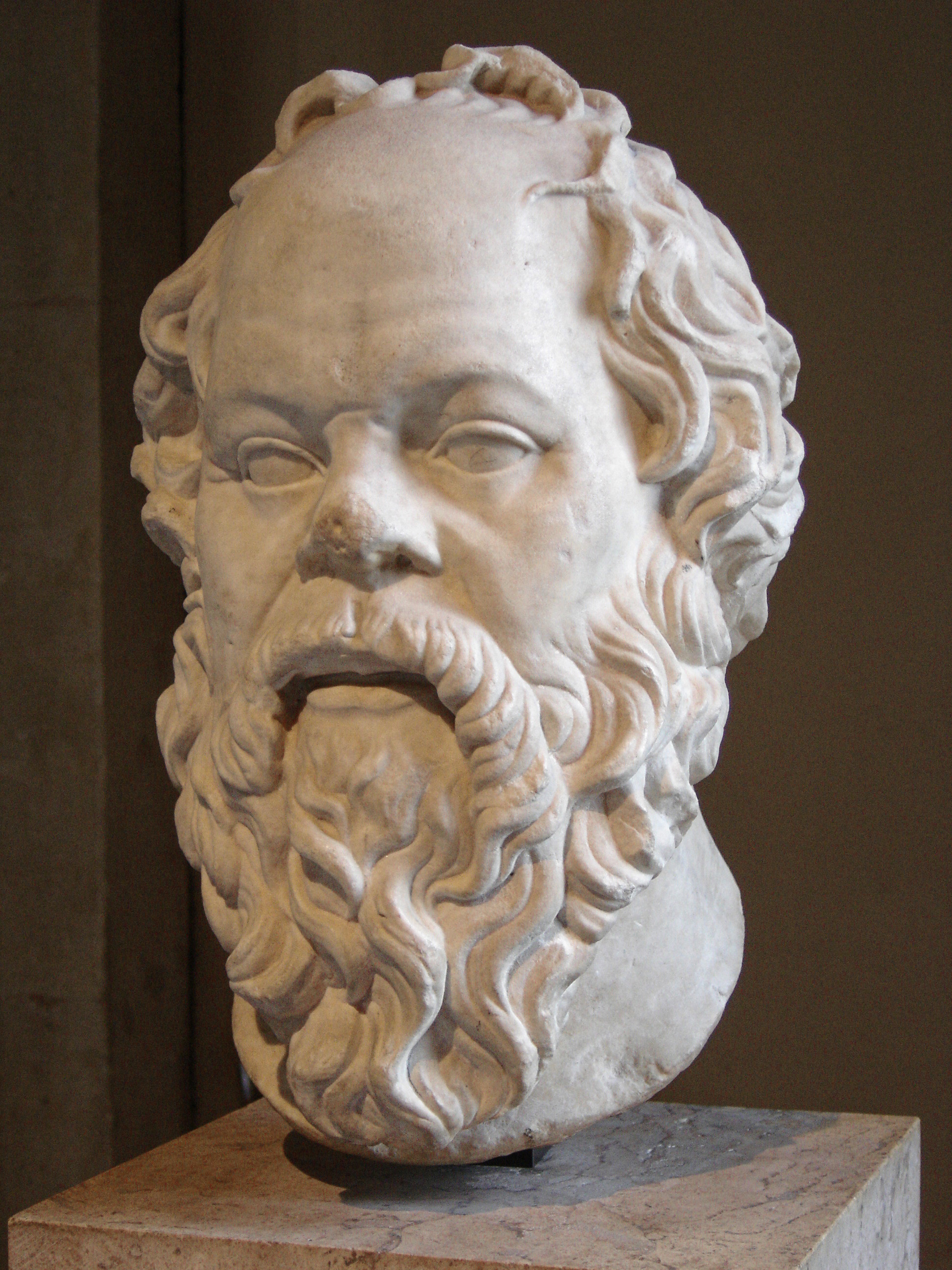
Sokrates (römische Büste, 1. Jahrhundert, Louvre, Paris)

Die Debatte spielt sich in Athen ab. Der Ort ist im Dialog nicht angegeben; vermutlich ist an ein Gymnasion zu denken, doch kommt auch das Haus des Anytos in Betracht. Die Zeit der fiktiven Handlung ergibt sich aus der Datierung von Menons Aufenthalt in Athen, der 403/402 v. Chr. anzusetzen ist. Sokrates war damals schon etwa 67 Jahre alt.
Wie in anderen frühen Dialogen Platons lenkt Sokrates das Gespräch, indem er die Unzulänglichkeit der undurchdachten Vorstellungen der anderen aufdeckt und dann der Diskussion eine neue Wendung gibt. Seine Gesprächspartner Menon und Anytos sind als namhafte historische Persönlichkeiten gut bezeugt. Die Auffassungen, die Platon seinen Dialogfiguren in den Mund legt, können allerdings literarische Fiktion sein.
Der historische Menon gehörte einem der führenden Geschlechter Thessaliens an. Zur Zeit seines Aufenthalts in Athen, dessen Zweck wahrscheinlich eine diplomatische Mission war, war er etwa 21 Jahre alt. Etwas später, im Jahr 401 v. Chr., beteiligte er sich als Söldnerführer an einem Feldzug gegen den Perserkönig Artaxerxes II. Das Unternehmen scheiterte, Menon geriet in Gefangenschaft und wurde hingerichtet. Die zeitgenössischen Geschichtsschreiber Xenophon und Ktesias, die ebenfalls an dem Feldzug teilnahmen, stellen Menons Charakter sehr negativ dar. Xenophon schildert ihn als geldgierigen, gewissenlosen Betrüger und Intriganten, Ktesias beschuldigt ihn des Verrats.
Menons Gastgeber Anytos gehörte in der athenischen Politik zu den führenden Köpfen der demokratischen Richtung. Athen hatte traditionell eine demokratische Staatsordnung, doch war es 404 v. Chr. einer oligarchischen Gruppe gelungen, die Demokratie zu beseitigen und ein kurzlebiges Terrorregime, die „Herrschaft der Dreißig“, zu errichten. Dies hatte einen Bürgerkrieg zur Folge, in dem sich die Demokraten im Jahr 403 – also kurz vor Menons Ankunft – durchgesetzt hatten. Nach diesem Sieg stand Anytos auf der Höhe seines Einflusses. Wenige Jahre später, 399 v. Chr., war er der prominenteste der drei Ankläger, die das Gerichtsverfahren gegen Sokrates in Gang setzten, das mit der Verurteilung und Hinrichtung des Philosophen endete. Dies trug ihm die Feindschaft Platons ein, der die Ankläger seines verehrten Lehrers literarisch bekämpfte.
Als Dialogfigur bei Platon macht Menon einen weniger ungünstigen Eindruck als in den Berichten der Geschichtsschreiber. An der Frage, die er angeschnitten hat, hat er anscheinend ein echtes Interesse. Er ist lernwillig und erlangt im Gesprächsverlauf Einsicht in die eigene Unwissenheit. Allerdings tritt er überheblich auf und zeigt wenig Verständnis und Geduld für die Erfordernisse einer systematischen Untersuchung. Seine Schwächen treten klar zutage: Er argumentiert nicht konzentriert und ausdauernd, seine Meinung ist konventionell und nicht durchdacht, einer tieferen Auseinandersetzung mit der schwierigen Problematik der Tugenddefinition weicht er aus. Offensichtlich ist er dem Thema nicht gewachsen. Sein Selbstbewusstsein im philosophischen Diskurs basiert insbesondere darauf, dass er am Unterricht des berühmten Rhetoriklehrers Gorgias teilgenommen hat und sich auf dessen Autorität berufen kann. Damit beeindruckt er Sokrates jedoch nicht. Mit der Darstellung von Menons Versagen will Platon auch dessen Lehrer Gorgias diskreditieren.
Von Anytos, der als historische Person der gefährlichste Feind des Sokrates war, zeichnet Platon ein äußerst negatives Bild. Sein Anytos ist intolerant, von Vorurteilen geprägt und keiner Argumentation zugänglich, die sein starres, konservatives Weltbild gefährden könnte. Auf sachliche Einwände reagiert er mit einer verhüllten Drohung.

## Inhalt
Die Diskussion dreht sich um ein zu Platons Zeit beliebtes Thema: den Ursprung der Arete (Tüchtigkeit, Vortrefflichkeit oder Tugend). Da für Platon und die in seinen Dialogen auftretende Sokratesfigur ethische Aspekte im Vordergrund stehen, wird die in seinen Texten erörterte Arete gewöhnlich mit „Tugend“ übersetzt. Es ist aber stets zu beachten, dass im Altgriechischen – anders als im Deutschen – die Vorstellung von Tüchtigkeit und Tauglichkeit dazugehört und nicht von der Tugend im ethischen Sinn abgetrennt wird. Ein Nichtphilosoph wie Menon denkt, wenn er von Arete spricht, nicht speziell an Tugendhaftigkeit als moralische Qualität, sondern generell an eine Tüchtigkeit oder Tauglichkeit, die zum Erfolg führt, wobei freilich anerkannte soziale Normen wie Gerechtigkeit beachtet werden müssen.

### Das Einleitungsgespräch
Eine Rahmenhandlung fehlt, das Gespräch setzt unvermittelt ein. Zunächst sind nur Menon und Sokrates beteiligt. Menon stellt die Ausgangsfrage: Er möchte wissen, ob Tugend erlernt oder eingeübt wird oder Veranlagungssache ist. Sokrates antwortet ausweichend. Er bekennt, nicht einmal zu wissen, was Tugend ist, geschweige denn Einzelheiten ihrer Beschaffenheit – wozu die Frage der Lehrbarkeit gehört – zu kennen. Überdies behauptet er, in Athen wisse niemand über die Tugend Bescheid. Ironisch unterstellt er den Thessaliern, Menons Landsleuten, solche Sachkenntnis. Die Ironie liegt darin, dass die Thessalier als unzivilisiert und sittenlos gelten, während Athen ein bedeutendes Zentrum der griechischen Zivilisation ist. Menon, der von der Schwierigkeit der Frage nichts ahnt, staunt über die Unwissenheit des Sokrates. Er traut sich ohne weiteres zu, die Tugend aus dem Stegreif richtig zu definieren. Dabei gibt er eine Sichtweise wieder, die ihm sein Lehrer Gorgias vermittelt hat.

### Menons Definitionsversuche
Menon fasst nicht die Tugend schlechthin ins Auge, sondern eine Vielzahl von Tugenden. Was jeweils als Tugend zu betrachten ist, macht er von der Person und deren Lebenssituation und Aufgabe abhängig. Beispielsweise besteht für ihn die Tugend des Mannes darin, sich in der Politik zu bewähren, seine Freunde zu fördern und seinen Feinden zu schaden und sich vor den Nachstellungen der Gegner zu schützen. Die Tugend der Frau zeigt sich in guter Haushaltsführung und Gehorsam gegenüber dem Ehemann. Alte Menschen und Kinder haben unterschiedliche altersgemäße Tugenden. Ferner sind die Tugenden der Freien von anderer Art als die der Sklaven. Außerdem hat jede Tätigkeit eine besondere ihrer Ausübung zugeordnete Tugend.
Damit ist Sokrates nicht zufrieden. Er erläutert, dass seine Frage nicht auf unterschiedliche Einzeltugenden abzielt, sondern auf die Tugend an sich, also das, was den verschiedenen Tugenden gemeinsam ist und die Verwendung einer gemeinsamen Bezeichnung für sie rechtfertigt. Menon versteht, was gemeint ist, gerät nun aber bei der Beantwortung der Frage in Verlegenheit. Er möchte an seinem Modell geschlechts- und altersspezifischer Tugenden festhalten. Dagegen bringt Sokrates vor, dass beispielsweise Gesundheit, Größe und Stärke einheitliche Begriffe sind, die nicht geschlechts- oder altersabhängig definiert werden. Wenn diese Begriffe allgemeine Qualitäten ausdrücken, die überall dieselben sind, ist nicht ersichtlich, warum im Gegensatz dazu die Tugend jeweils abhängig von Faktoren wie Geschlecht und Alter unterschiedlich definiert werden soll. Zu einer guten Staatslenkung werden Besonnenheit und Gerechtigkeit benötigt, und das sind dieselben Eigenschaften, die auch eine gute Haushaltsführung ermöglichen. Wer besonnen und gerecht handelt, verhält sich unabhängig von seinem Lebensalter so; es gibt keine besondere Besonnenheit oder Gerechtigkeit der Greise, die sich von der anderer Menschen unterscheidet. Wenn gesagt wird, ein Mensch sei gut, ist damit nicht je nach Alter und Geschlecht etwas anderes gemeint. Also muss die Tugend, die den Menschen gut macht, für alle dieselbe sein.
Nachdem somit der erste Definitionsversuch gescheitert ist, unternimmt Menon einen zweiten. Dabei berücksichtigt er die Kritik des Sokrates an seinem ersten Vorschlag, indem er eine allgemeingültige Bestimmung sucht. Er setzt die Tugend nun mit der Fähigkeit zur Machtausübung gleich; sie soll in der Tüchtigkeit beim Herrschen bestehen. Dagegen wendet Sokrates sogleich ein, dass das Herrschen für Sklaven und Kinder nicht in Betracht kommt, die Definition also nicht alles umfasst, was sie einschließen müsste. Außerdem stellt sich die Frage, ob jede Art von Machtausübung gemeint sein soll oder nur eine gerechte Herrschaft. Menon stimmt der Einbeziehung der Gerechtigkeit zu, denn er weiß, dass sie als Tugend gilt und daher in diesem Kontext nicht entbehrlich ist. Auch Tapferkeit und weitere Tugenden spielen beim richtigen Umgang mit der Macht eine Rolle und müssten daher in die Definition aufgenommen werden. Damit ergibt sich aber wiederum eine Vielzahl von Tugenden, deren Zusammenhang untereinander weiterhin ungeklärt bleibt. Der zweite Definitionsversuch führt somit nicht weiter als der erste. Nun ist Menon ratlos.
Sokrates erläutert anhand des Begriffs „Figur“, worauf es bei einer Begriffsbestimmung ankommt: nicht auf einzelne Figuren, sondern auf das, „was bei allen diesen dasselbe ist“. Figur definiert er zunächst als das, „was allein unter allen Dingen immer Farbe begleitet“. Menon bezeichnet diese Definition als einfältig, weil jemand, der nicht wisse, was Farbe sei, sie nicht verstehen könne. Allerdings hat Menon dabei die vorgeschlagene Definition der Figur verkürzt zu „was immer der Farbe folgt“, hat also durch Weglassen der Worte „allein unter allen Dingen“ aus der Definition die Angabe einer lediglich notwendigen Bedingung für Figur gemacht. Sokrates konzediert Menon, dass es besser, dialektischer gewesen wäre, sich zunächst die in der Definition benötigten Begriffe als vom Dialogpartner bekannt zugeben zu lassen, und gibt für eine zweite Definition nun drei Begriffe vor, die Menon als ihm bekannt bestätigt: Grenze, eben und Körper. Sokrates dann zu Menon: „Ich würde sagen, dass Figur die Grenze eines Körpers ist.“
Sokrates hat hier also ebenfalls nur eine notwendige Bedingung für Figur angegeben, denn nicht jede Grenze eines Körpers ist eine Figur. Aber dieser Fehler ließe sich leicht korrigieren, wenn nämlich der dritte zuvor eingeführte Begriff in die Definition von Figur aufgenommen wird: Eine Figur ist die ebene Grenze eines Körpers. Jede Figur lässt sich als Schnittfläche durch einen Körper verstehen. Offenbar sollte Menon diesen Mangel bemerken und korrigieren. Menon gibt aber zu der neuen Definition von Figur keinen Kommentar und verlangt stattdessen von Sokrates eine Erklärung des Wortes Farbe. Da dieses Wort in der neuen Definition überhaupt nicht vorkommt, ist dieses Verlangen Menons ganz unbegründet, und Sokrates charakterisiert das Verhalten Menons daher auch als arrogant und als Ausweichmanöver, gibt aber schließlich auch noch eine Definition von Farbe – mit Bezugnahme auf eine von Gorgias vertretene Theorie des Empedokles – als optisch wahrnehmbare Ausströmung, die von den Figuren ausgeht. Menon ist, ganz im Unterschied zu Sokrates, voll des Lobes über diese Definition. Nachdem Sokrates ihn nun auffordert, das gegebene Versprechen einer Definition der Tugend einzulösen und sich dabei an den gegebenen Beispielen zu orientieren, bestimmt Menon die Tugend in einem dritten Versuch, einen Dichterspruch zitierend, als die Fähigkeit, sich am Schönen zu erfreuen und es sich zu verschaffen. Auf Nachfrage des Sokrates setzt er das Schöne mit dem Guten gleich. Hier erhebt sich aber die Frage, ob es denn auch Menschen gibt, die nicht das Gute, sondern das Schlechte anstreben. Sokrates zeigt, dass dies nicht der Fall sein kann: Wenn jemand das Schlechte begehrt, obwohl er es als schlecht und daher schädlich erkennt, will er sich selbst schädigen und unglücklich machen, was widersinnig ist. So verhält sich niemand. Wer das Schlechte begehrt, weil er dessen Schlechtigkeit nicht durchschaut, sondern es irrtümlich für gut hält und sich davon einen Nutzen – also etwas Gutes – erhofft, der strebt nach dem Guten. Somit schätzt jeder nur das Gute und versucht es zu erlangen. Demnach wäre – was den Willen betrifft – nach Menons Definition jeder tugendhaft.
Unterschiede zwischen den Menschen gibt es somit nur hinsichtlich des zweiten Teils der Definition: der Fähigkeit, sich das Schöne und Gute zu verschaffen. Demnach bildet nur diese Fähigkeit das Kriterium der Tugend. Unter dem „Guten“ versteht Menon Güter wie Ansehen, Macht und Reichtum. Die Frage, ob jemand auch dann tugendhaft ist, wenn er sich die Güter auf ungerechte Weise verschafft, muss er aber verneinen, denn er teilt die allgemeine Überzeugung, dass die Gerechtigkeit ein Teil der Tugend ist. Somit kann Tugendhaftigkeit auch darin bestehen, dass man sich ein Gut nicht verschafft, obwohl man dazu in der Lage wäre, wenn man sich auf ein Unrecht einließe. Dies widerspricht jedoch Menons Definition. Ergänzt man aber die Definition, indem man nur gerechtes Streben nach Gütern als tugendhaft bestimmt, so wird sie untauglich, weil dann die Gerechtigkeit, die ein Teil des zu definierenden Begriffs ist, in der Definition vorkommt. Damit erweist sich auch dieser Definitionsversuch als Fehlschlag. Einen weiteren Versuch wagt der nun völlig verwirrte Menon nicht. Er fühlt sich gleichsam erstarrt und vergleicht Sokrates mit dem Zitterrochen, einem Fisch, der seine Opfer lähmt. Dazu bemerkt Sokrates, dass er nur dann einem Zitterrochen gleiche, wenn dieser nicht nur andere, sondern auch sich selbst lähme, denn er sei ebenso ratlos wie die anderen.

### Die Hypothese des Lernens durch Erinnerung
Menon fragt nun, wie es überhaupt möglich sei, etwas völlig Unbekanntes zu bestimmen. Die Problematik, auf die er hinweist, besteht darin, dass man keinen Anhaltspunkt hat, wenn man bei einer Suche auf nichts bereits Bekanntes zurückgreifen kann. Überdies fehlt, falls man fündig wird, eine Handhabe, mit der man das Gefundene als das Gesuchte identifizieren könnte. Sokrates greift den Gedanken auf und formuliert ihn so, dass sich die Folgerung ergibt, das Unbekannte sei grundsätzlich unerkennbar. Menon stimmt der Folgerung zu, sie gefällt ihm. Dieser Gedankengang, der zu einem erkenntnistheoretischen Pessimismus führt, wird als „Menons Paradox“ bezeichnet.
Dem erkenntnistheoretischen Pessimismus setzt Sokrates seine Hypothese der Wiedererinnerung, der Anamnesis, entgegen. Seinem Konzept zufolge ist die Seele unsterblich und hat schon vor der Entstehung des Körpers existiert. In ihr ist alles Wissen bereits vorhanden. Es ist ein Wissen von der Natur, die eine Einheit bildet, und dieser ganze einheitliche Naturzusammenhang ist der Seele vertraut. Demnach gibt es für die Seele nichts wirklich Fremdes und Unbekanntes. Ihr Wissen und damit auch die Kenntnis der Tugend steht ihr jederzeit potentiell zur Verfügung. Allerdings ist es in Vergessenheit geraten und muss daher schrittweise gesucht und gefunden werden. Somit besteht jede Erkenntnis in der Entdeckung eines verschütteten Wissens. Lernen ist der Erinnerungsvorgang, durch den sich die Seele einen Zugriff auf ihr gewöhnlich verborgenes Wissenspotential verschafft. Genau genommen gibt es demnach keine Belehrung, sondern der scheinbar Lehrende verhilft dem Lernenden nur zur Erinnerung.
Um seine Hypothese plausibel zu machen, führt Sokrates ein Experiment durch. Zur Demonstration der Anamnesis wird einer der vielen Sklaven Menons herbeigerufen. Der Sklave, der über kein mathematisches Schulwissen verfügt, soll als Schüler ein geometrisches Problem lösen: Gesucht ist die Seitenlänge eines Quadrats, das die doppelte Fläche eines bekannten Quadrats hat. Zur Lösung verhilft ihm Sokrates, indem er ihn durch Fragen zu Überlegungen anregt, die schließlich zum Verständnis des geometrischen Sachverhalts führen. Dabei legt der Philosoph großen Wert darauf, nicht zu lehren, denn er will zeigen, dass sich der Schüler die Lösung selbst erarbeitet.

Das gewählte Quadrat hat eine Seitenlänge von zwei Fuß, also – wie der Schüler auf Befragen feststellt – eine Fläche von vier Quadratfuß. Die Aufgabe lautet, zu einem doppelt so großen Quadrat zu gelangen, also die Seitenlänge bei einer Fläche von acht Quadratfuß zu ermitteln. Der Schüler glaubt zunächst, der doppelten Fläche entspreche eine doppelt so lange Seite. Durch Nachfragen führt ihn aber Sokrates zu der Einsicht, dass man durch Verdoppelung der Seitenlänge die Fläche vervierfacht; vier Fuß Seitenlänge ergibt sechzehn Quadratfuß Fläche. Die gesuchte Seite muss somit länger als zwei Fuß, aber kürzer als vier Fuß sein. Daraufhin mutmaßt der Schüler, dass der Mittelwert – drei Fuß – die Lösung ist. Damit kommt er aber auf neun statt acht Quadratfuß Fläche. Nun weiß er nicht mehr weiter. Sokrates macht Menon darauf aufmerksam, dass die Einsicht des Schülers in den Irrtum und in seine Unwissenheit einen wesentlichen Fortschritt gegenüber der anfänglichen Scheingewissheit darstellt.
Die gemeinsame Suche wird fortgesetzt, wobei Sokrates erneut betont, dass er nur fragt und nicht lehrt. Den Ausgangspunkt bildet nun die Zeichnung des vervierfachten Quadrats von sechzehn Quadratfuß, das sich aus vier Quadraten von je vier Quadratfuß zusammensetzt. Durch weitere Fragen führt Sokrates den Schüler anhand der Skizze zu der Erkenntnis, dass die Diagonale des gegebenen Quadrats von vier Quadratfuß eine Seite des gesuchten von acht Quadratfuß ist. Diesen Lernvorgang deutet der Philosoph als Erinnerungsprozess: Der Schüler sei trotz seiner anfänglichen Unkenntnis in der Lage gewesen, richtige Vorstellungen aus sich selbst hervorzuholen. Durch entsprechende Anregung könne jeder dazu gebracht werden, selbst einen Zugang zu einem in ihm verborgenen Wissen zu finden, das nachweislich nicht aus früherer Unterweisung stamme. Für die Richtigkeit der Hypothese, dass die Seele Wissen aus Erfahrungen mitbringt, die sie im Lauf der Seelenwanderung in früheren Leben und in der Unterwelt gemacht hat, will sich Sokrates aber nicht verbürgen. Er hat diese Erklärung von Priestern und Priesterinnen gehört und auch in den Werken von Dichtern wie Pindar gefunden und findet sie einleuchtend, doch fehlt eine philosophische Begründung.

### Die Frage nach der Lehrbarkeit der Tugend
Menon möchte nun zu seiner Ausgangsfrage nach dem Erwerb der Tugend zurückkehren. Sokrates hält es zwar für abwegig, schon die Lehrbarkeit untersuchen zu wollen, wenn man die Tugend noch nicht definiert hat, doch gibt er Menons Drängen nach. Sein Ausgangspunkt ist, dass Lehrbarkeit dann gegeben ist, wenn Tugend ein Wissen ist. Damit führt er die Diskussion wieder zum Kern des Problems, der Natur der Tugend, zurück. Die Frage lautet nun, ob Tugend ein Wissen ist. Diese Vorgehensweise wird „Hypothesis-Methode“ oder „Hypothesis-Verfahren“ genannt. Sie besteht darin, dass der Wahrheitsgehalt einer schwer überprüfbaren Aussage (A) indirekt ermittelt wird, indem eine andere, besser überprüfbare Aussage (B) gefunden und untersucht wird, die mit A so zusammenhängt, dass A wahr sein muss, wenn B wahr ist. Bei der Prüfung von B wird ohne Berücksichtigung des Zusammenhangs zwischen A und B gefragt, welche Folgen sich jeweils ergeben, wenn B wahr ist oder nicht wahr ist. Wenn sich herausstellt, dass B wahr ist, kann dieses Resultat auf A übertragen werden. Sokrates übernimmt nach seinen Angaben diese Methode aus der Geometrie.
Den Ausgangspunkt bildet die unstrittige Feststellung, dass die Tugendhaftigkeit notwendigerweise gut und wie alles Gute auch nützlich ist. Güter wie Stärke, Schönheit oder Reichtum pflegen nützlich zu sein, sind es aber nicht notwendigerweise; wenn man von ihnen unvernünftig Gebrauch macht, können sie auch schaden und gehören dann nicht zum Nützlichen und Guten. Dasselbe gilt für einzelne Tugenden wie etwa die Tapferkeit; auch sie sind für sich allein nicht zwangsläufig vorteilhaft, sondern können schädlich sein, wenn sie nicht mit Vernunft verbunden sind. Die Vernunft ist der Faktor, der immer beteiligt sein muss, wenn etwas als nützlich bezeichnet werden kann. Wenn also die Tugendhaftigkeit etwas notwendigerweise Gutes und Nützliches ist, muss sie entweder mit der Vernunft identisch sein oder diese zumindest immer als unerlässlichen Bestandteil aufweisen. Somit ist sie von Wissen und Erkenntnis untrennbar. Daraus folgt, dass gute Menschen nicht von Natur aus gut sind, sondern erst, wenn sie sich das erforderliche Wissen angeeignet haben. Tugendhaftigkeit ist also eine erworbene Eigenschaft. Sie wird gewonnen, indem man sie erlernt. Diesen Gedankengängen des Sokrates stimmt Menon zu.
Gegen die Richtigkeit der theoretischen Folgerung erhebt nun aber Sokrates einen empirischen Einwand. Wenn Tugend lehrbar ist, muss es auf diesem Gebiet Lehrer und Schüler geben. Sokrates hat aber trotz intensiver Bemühungen bisher nirgends einen kompetenten Tugendlehrer gefunden, und auch andere suchen vergeblich. Daher scheint es zweifelhaft, ob es überhaupt einen gibt. An diesem Punkt der Untersuchung bezieht Sokrates den Gastgeber Menons, Anytos, der sich hinzugesellt hat, in die Erörterung ein. Er lenkt das Gespräch auf diejenigen, die sich als Lehrer der Arete, der Tugend oder Tüchtigkeit, ausgeben: die Sophisten, die als Wanderlehrer umherziehen und gegen Entgelt Unterricht erteilen. Sokrates fragt Anytos, ob etwa die Sophisten die Fachleute sind, bei denen man Tugend erlernen kann, so wie man die Heilkunde bei einem Arzt lernt oder das Schuhmacherhandwerk bei einem Schuhmacher. Dies bestreitet Anytos nachdrücklich. Er hält die Sophisten für schlimme Übeltäter und meint, ihre Tätigkeit sei ausschließlich verderblich und solle verboten werden. Allerdings geht er dabei nicht von eigenen Beobachtungen und Erfahrungen aus, denn er würde sich niemals mit einem Sophisten einlassen oder dies einem seiner Angehörigen gestatten. Vielmehr ist seine Meinung, wie er offen einräumt, ein Vorurteil, zu dem er sich vorbehaltlos bekennt. Von dessen Richtigkeit ist er so fest überzeugt, dass er eine Begründung für überflüssig hält.
Sokrates, der selbst ein scharfer Kritiker der Sophistik ist, hält es für irrational, ohne eigene Sachkenntnis ein Urteil zu fällen und auf eine Begründung zu verzichten. Spöttisch bemerkt er, Anytos müsse wohl ein Wahrsager sein, wenn er über etwas Bescheid wisse, ohne sich jemals damit auseinandergesetzt zu haben. Er lässt dies aber auf sich beruhen und kehrt zu seiner Frage nach Tugendlehrern zurück. Anytos soll sagen, wen er für einen Tugendlehrer hält. Die Antwort des konservativen Politikers ist verblüffend einfach: Jeder gute, rechtschaffene Athener Bürger könne einen Lernwilligen zu einem besseren Menschen machen. Für Anytos ist es selbstverständlich, dass jeder Tugendhafte seine Tugend anderen übermitteln kann und die Tugendhaftigkeit von einer Generation zur nächsten weitergegeben wird. Dagegen führt Sokrates Gegenbeispiele an. Er erinnert daran, dass berühmte Athener wie Themistokles, Aristeides oder Perikles, deren Tugendhaftigkeit allgemein anerkannt ist, ihren Söhnen zwar vorzüglichen Unterricht erteilen ließen, aber außerstande waren, sie zur Tugend anzuleiten. Den guten Willen dazu hatten sie sicherlich, doch ist es ihnen nicht gelungen. Dies scheint darauf zu deuten, dass Tugend doch nicht lehrbar ist. Anytos kann die Fakten nicht bestreiten. Er teilt aber die allgemeine Verehrung der genannten Staatsmänner und ist darüber empört, dass ihnen ein Versagen als Erzieher unterstellt wird. Für ihn ist das unabhängig vom Wahrheitsgehalt üble Nachrede. Er stößt eine finstere Warnung aus: Sokrates solle sich davor hüten, sich mit abschätzigen Äußerungen unbeliebt zu machen; in Athen könne man leicht in Schwierigkeiten gebracht werden. Damit zieht sich Anytos aus der Diskussion zurück.
Sokrates führt die Verärgerung des Anytos auf ein Missverständnis zurück und setzt die Untersuchung mit Menon fort. Auch Menon kennt zwar tüchtige, tugendhafte Männer, aber keine Tugendlehrer, und ob Tugend überhaupt erlernt werden kann, ist ihm und seinem Umkreis unklar. Dieser Befund spricht gegen die Lehrbarkeit. Damit stellt sich die Frage, wie die guten, tugendhaften Menschen zu ihrer Tugend gelangt sind.
Zur Klärung dieser Frage führt Sokrates das Konzept der „richtigen Vorstellung“ ein. Wer über einen Weg die richtige Vorstellung hat, ohne ihn je gegangen zu sein, der wird ans Ziel gelangen und kann andere dorthin führen. In der Praxis ist eine richtige Vorstellung ebenso nützlich wie ein gesichertes Wissen. Allerdings ist sie im Gegensatz zu Erkenntnis und Wissen nicht durch eine unumstößliche Begründung fundiert. Daher ist sie unbeständig, sie kann sich verflüchtigen und taugt somit nicht zum Unterrichtsstoff. Immerhin ist es grundsätzlich möglich, eine solche zutreffende Vorstellung durch „Festbinden“ in Wissen umzuwandeln. Mit „Festbinden“ ist gemeint, dass man den betreffenden Sachverhalt so erfasst hat, dass man ihn erklären kann und für das, was man darüber aussagt, eine stichhaltige Begründung hat. Tüchtige, tugendhafte Menschen verdanken ihre Kompetenz ihrer richtigen Vorstellung. Sie handeln tugendhaft, obwohl sie keine Erkenntnis über die Tugend haben. Andere darüber belehren können sie allerdings nicht, denn dazu wäre Wissen erforderlich. Das Fazit lautet: Tugend ist offenbar doch nicht als Wissen zu definieren, denn schon eine richtige Vorstellung reicht aus, sie hervorzubringen. Da weder die richtige Vorstellung noch das Wissen naturgegeben ist und die Tugend anscheinend nicht erlernt wird, bleibt nur eine Erklärung übrig: göttliche Inspiration, die manchen Menschen zuteilwird und anderen nicht. Diesen Überlegungen stimmt Menon zu. Sokrates weist aber darauf hin, dass das Ergebnis der Untersuchung nur stimmt, sofern sie richtig durchgeführt wurde. Diesen entscheidenden Vorbehalt beachtet Menon nicht.

### Der Ausgang der Diskussion
Die Untersuchung hat zu einem provisorischen, allerdings aus Sokrates’ Sicht fragwürdigen Ergebnis geführt. Sokrates bittet Menon, das Resultat auch Anytos begreiflich zu machen, um den aufgebrachten Politiker zu besänftigen. Offen bleibt allerdings die Hauptfrage: Es konnte nicht geklärt werden, was die Tugend ausmacht. Somit endet der Dialog aporetisch, die Ratlosigkeit beim Kernpunkt bleibt bestehen. Sokrates erinnert daran, dass es sinnlos ist, weiter darüber nachzudenken, wie man zur Tugend gelangt, solange noch unklar ist, worin sie besteht. Damit macht er abschließend nochmals seinen fundamentalen methodischen Einwand gegen die von Menon erzwungene Vorgehensweise und damit auch gegen das Ergebnis geltend.
In Wirklichkeit ist Sokrates nicht der Meinung, das Vorhandensein oder Fehlen der Tugend bei den Menschen sei nur das Ergebnis göttlichen Ratschlusses und die Ausgangsfrage sei damit befriedigend geklärt. Vielmehr ist diese Lösung nur am Ende der auf Menons Drängen unkorrekt durchgeführten Untersuchung als scheinbar einzig mögliche übriggeblieben. Mit ironischen Bemerkungen distanziert sich Sokrates von dem Befund, obwohl er göttlichen Einfluss durchaus ernst nimmt. Es bleibt dem Leser überlassen, die philosophische Untersuchung zu einem befriedigenderen Ergebnis zu führen.

## Philosophische und didaktische Bilanz
Im Zentrum vieler moderner Debatten über den philosophischen Gehalt des Menon steht die Frage der erkenntnistheoretischen Interpretation des Anamnesis-Konzepts, das Platon auch in den Dialogen Phaidon und Phaidros erörtert. Über das Verständnis des Lernens als Wiedererinnerung gehen in der Forschung die Meinungen weit auseinander. Strittig ist auch, inwieweit und in welchem Sinne Platon für die Konsequenzen aus der Anamnesis-These einen Wahrheitsanspruch erhoben hat.
Einer Forschungsrichtung zufolge ist für Platon die Zurückführung der Erkenntnisfähigkeit auf eine eigenständige vorgeburtliche Existenz der Seele nur eine Argumentationshilfe, die er nicht unbedingt benötigt und deren Wahrheitsgehalt er offenlässt, oder sie ist überhaupt nur metaphorisch und nicht metaphysisch zu verstehen. Gegen solche „entmythologisierende“ Deutungen wenden sich andere Forscher, die unter anderem darauf hinweisen, dass die Wiedererinnerung ausdrücklich mit der Lehre von der körperfreien Existenz der Seele verknüpft wird, einer metaphysischen Position, die Platons eigener Überzeugung entspricht. Bei einem Verständnis der Anamnesis als bloße Metapher oder didaktisches Hilfsmittel ergäbe diese Verbindung keinen Sinn. Jedenfalls unterscheidet Platons Sokrates klar zwischen dem, was er mit seinem didaktischen Experiment gezeigt zu haben meint – der Existenz eines latenten, aktivierbaren Wissens –, und der metaphysischen Interpretation dieses Sachverhalts im Sinne der Unsterblichkeitslehre, die er nicht wie eine bewiesene Tatsache behandelt. Das latente Wissen ist nicht in einem gegenständlichen Sinn aufzufassen; es besteht nicht aus einzelnen „Dingen“ wie den korrekten Lösungen mathematischer Aufgaben, sondern zeigt sich im Verstehen von Zusammenhängen.
Gewöhnlich wird angenommen, dass sich die Anamnesis, die mit dem didaktischen Experiment demonstriert werden soll, auf ein apriorisches (von Erfahrung unabhängiges) Wissen bezieht, doch geht dies aus dem Text nicht eindeutig hervor. Ein Problem besteht darin, dass der Sklave im Experiment anhand gezeichneter Figuren, also mit Hilfe von Sinneswahrnehmungen zu der Erkenntnis gelangt, die sein Wissen demonstrieren soll. Wenn dieses als apriorisch aufgefasst wird, muss es aber von Sinneswahrnehmung unabhängig sein. Eine mögliche Erklärung lautet, dass der Sklave den Sinn der Zeichnungen nur deswegen verstehen kann, weil er die Prinzipien, die ihm das Verständnis des Beweises ermöglichen, a priori kennt.
Weitere Thesen im Menon, die im Diskurs der Philosophiehistoriker besondere Beachtung gefunden haben, sind die Grundsätze, dass niemand wissentlich etwas Schlechtes anstrebt und dass zuverlässige Aussagen über etwas erst möglich sind, wenn man weiß, was es ist, also die Definitionsfrage vorab geklärt hat (Prinzip der Priorität der Definition). Diese Grundsätze thematisiert Platon auch in anderen Werken. Kontrovers wird in der Forschung die Frage erörtert, ob oder inwieweit Platons Ideenlehre im Menon bereits präsent ist und den Hintergrund des Anamnesis-Konzepts bildet, obwohl sie nicht explizit thematisiert wird. Überwiegend wird die Ansicht vertreten, dass die Anamnesis die Ideenlehre voraussetzt. Eine weitere Diskussion dreht sich um die Frage, was Platon mit der Argumentation seines Sokrates gegen die Lehrbarkeit der Tugend bezweckte. Er selbst nahm durchaus an, dass es ein grundsätzlich vermittelbares Tugendwissen gebe, wenngleich er der Ansicht war, dass die empirisch gegebene Tugend normalerweise nur auf richtiger Vorstellung basiere und daher mangels wirklichen Verständnisses nicht weitergegeben werden könne. Das Fehlen von Tugendlehrern, mit dem sein Sokrates im Dialog argumentiert, hielt er zwar für einen wichtigen Sachverhalt, aber nicht für eine schlüssige Widerlegung der Vermittelbarkeit.
Eine andere Forschungsdiskussion dreht sich um das Verhältnis von richtiger Vorstellung und Wissen und die Umwandlung einer richtigen Vorstellung in Wissen durch „Festbinden“. Dabei geht es insbesondere um die Frage, ob Platon unter Wissen eine gerechtfertigte zutreffende Meinung („justified true belief“) versteht, also eine richtige Vorstellung, die durch Hinzufügung von etwas zu Wissen geworden ist. In diesem Fall ist das Wissen für Platon ein um einen zusätzlichen Faktor erweitertes Meinen. Der gegenteiligen Interpretation zufolge ist das Wissen etwas prinzipiell anderes als eine zutreffende Meinung. Nach der starken Variante dieser Position schließen Wissen und Meinen einander sogar aus. Eine Meinung hört durch die Umwandlung in Wissen auf, eine Meinung zu sein, so wie ein Kind, nachdem es erwachsen geworden ist, kein Kind mehr ist.
Aus didaktischer Sicht sind die Ausführungen des Sokrates zur Methode von besonderem Interesse. Nach seiner Darstellung hat er den Sklaven nicht belehrt, sondern ihn durch geeignete Fragen dazu gebracht, vorhandene irrige Vorstellungen zu beseitigen und den tatsächlichen Sachverhalt selbst zu entdecken. Diese didaktische Gesprächslenkung, die auch in anderen Dialogen Platons eine wichtige Rolle spielt, wird als Mäeutik oder Maieutik („Hebammenkunst“) bezeichnet, da Sokrates bei der „Geburt“ einer Einsicht gleichsam die Aufgabe der Hebamme übernimmt. Manche Fragen, die Sokrates dem Sklaven stellt, wirken allerdings suggestiv und können daher als Verstöße gegen seinen Anspruch, konsequent auf Belehrung zu verzichten, erscheinen. Dennoch handelt es sich um eine erfolgreiche Demonstration der Mäeutik, denn der Sklave überlegt selbst und versucht nicht, die Antworten zu geben, die Sokrates hören möchte. Die Verknüpfungen, die zur Einsicht in den Zusammenhang erforderlich sind, muss er in einem eigenen Reflexionsprozess herstellen. In der Forschungsliteratur wird allerdings auch die Meinung vertreten, die geometrische Demonstration sei von Platon und seinem Sokrates nicht ernst gemeint, sondern als Farce zu verstehen.
Norbert Blößner hebt hervor, dass nicht nur das Verhältnis der Dialogfiguren Sokrates und Menon, sondern auch die Beziehung zwischen Platon als Autor des Menon und seinen Lesern als mäeutisch aufzufassen sei. Der Dialog biete dem Leser nicht Platons Antworten auf die aufgeworfenen Fragen, sondern Anregungen zum Finden von Lösungen, die im Text nicht enthalten seien.

## Die Abfassungszeit
Als plausibel gilt, dass der Menon der frühen Schaffensperiode Platons angehört und innerhalb von ihr einer späten Phase zuzurechnen ist, die auch als Zeit des Übergangs zur mittleren Schaffensperiode bezeichnet wird. Eine genauere Einordnung scheint kaum möglich zu sein. Versuche, aus mutmaßlichen Beziehungen zu anderen Schriften oder aus einer hypothetischen Entwicklung von Platons Lehre die Position des Menon in der Entstehungsreihenfolge der Dialoge zu erschließen, haben keine gesicherten Ergebnisse erbracht. Ein Indiz spricht für ungefähr gleichzeitige Abfassung des Menon und der Apologie, der von Platon literarisch gestalteten Verteidigungsrede des Sokrates vor Gericht. In der neueren Forschung hat sich die Annahme durchgesetzt, dass Platon den Menon um die Mitte der 380er Jahre – nach dem Gorgias – verfasst hat, nachdem er von seiner ersten Sizilienreise zurückgekehrt war und seine Philosophenschule, die Platonische Akademie, gegründet hatte.

## Rezeption

### Antike
Von einer antiken Kommentierung des Menon ist zwar nichts überliefert, doch war die Nachwirkung des Dialogs beträchtlich. Platons Schüler Aristoteles nahm wiederholt namentlich auf ihn Bezug. In seiner Schrift Analytica posteriora erörterte er die Aktualisierung allgemeinen potentiellen Wissens und befasste sich dabei mit der von Platons Menon vorgebrachten paradoxen These, dass man Kenntnis von Unbekanntem prinzipiell nicht erlangen könne. In den Analytica priora ging er auf die Deutung des Lernens als Erinnerung ein. In seiner Politik wandte er sich gegen die Ansicht von Platons Sokrates, es gebe keine spezifischen Tugenden je nach Geschlecht, Lebensalter und sozialer Stellung, sondern die Tugend sei bei allen Menschen dieselbe. Ein anderer Schüler Platons, Xenokrates, verfasste eine Schrift, in der er sich mit der Thematik des Menon auseinandersetzte; außer dem Titel Dass die Tugend lehrbar ist ist über dieses verlorene Werk nichts überliefert.

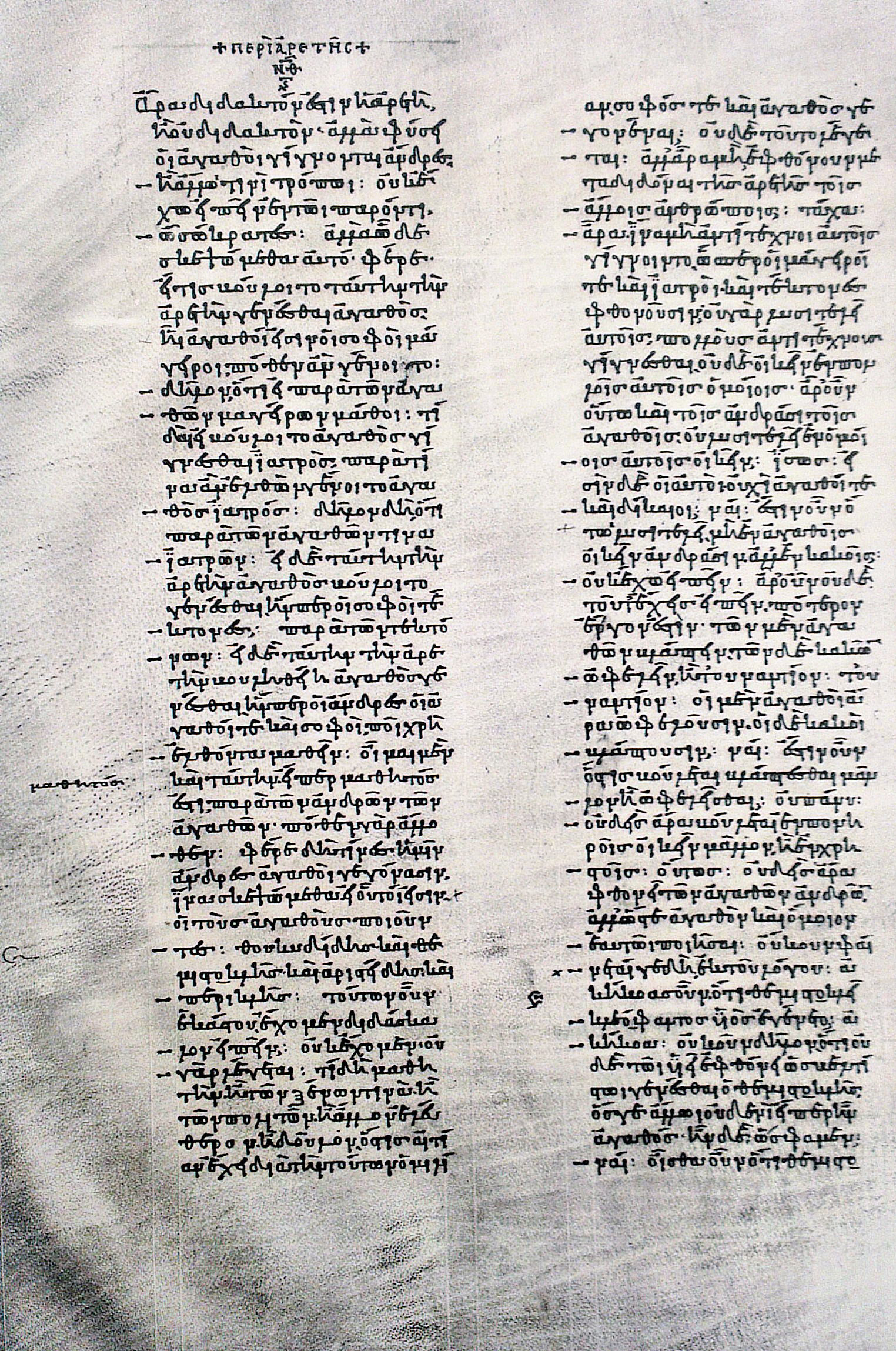
Der Anfang des Dialogs Über die Tugend in der ältesten erhaltenen mittelalterlichen Handschrift: Paris, Bibliothèque Nationale, Gr. 1807 (9. Jahrhundert)

Der unbekannte Verfasser des pseudoplatonischen (Platon zu Unrecht zugeschriebenen) Dialogs Über die Tugend behandelte in seinem Werk die Frage, wie Tugend entsteht. Dabei lehnte er sich eng an den Menon an. Er war der Überzeugung, eine rational planbare Weitergabe der Tugend an andere sei unmöglich. Nach seiner Argumentation besitzt niemand ein übertragbares Tugendwissen, denn ein echter Tugendlehrer müsste ein guter Mensch sein und würde als solcher sein Wissen nicht zurückhalten; er müsste also damit hervorgetreten sein und seine Fähigkeit praktiziert haben. Dies sei aber nicht geschehen. Eine anlagebedingte Tugendhaftigkeit schloss der Autor von Über die Tugend ebenfalls aus, da es sonst eine Technik ihrer Früherkennung gäbe. Auch den im Menon vorgeschlagenen Mittelweg zwischen Wissen und Nichtwissen, die „richtige Vorstellung“, ließ er nicht offen. Offenbar gehörte er der Akademie an und lebte spätestens im 3. Jahrhundert v. Chr. Möglicherweise war seine Schrift gegen die Auffassung der Stoiker gerichtet, die nachdrücklich die Lehrbarkeit der Tugend vertraten und auch eine Naturanlage annahmen. Fast die Hälfte des Textes von Über die Tugend besteht aus Zitaten aus dem Menon und Paraphrasen von Ausführungen in diesem Dialog. Statt Menon und Anytos übernimmt hier ein nicht namentlich genannter Freund des Sokrates die Rolle des Gesprächspartners des Philosophen.
Cicero nahm verschiedentlich auf das Anamnesis-Konzept Bezug. In seinen Tusculanae disputationes führte er das Experiment mit Menons Sklaven als Argument für die Ewigkeit der Seele an. Im Dialog De divinatione erwähnte er die umfassenden Kenntnisse, die sich die Seele nach der Wiedererinnerungshypothese im vergangenen Teil ihres ewigen Daseins angeeignet hat. Damit seien Wahrträume zu erklären, denn im Schlaf könne die Seele, während der Körper ruhe, Zugang zu ihrem tagsüber verhüllten universalen Wissen erlangen.
In der Tetralogienordnung der Werke Platons, die anscheinend im 1. Jahrhundert v. Chr. eingeführt wurde, gehört der Menon zur sechsten Tetralogie. Der Philosophiegeschichtsschreiber Diogenes Laertios zählte ihn zu den „prüfenden“ – das heißt: Unwissenheit entlarvenden – Schriften und gab als Alternativtitel Über die Tugend an. Dabei berief er sich auf eine heute verlorene Schrift des Mittelplatonikers Thrasyllos.
Der antiphilosophisch gesinnte Gelehrte Athenaios führte in seiner Polemik gegen Platon unter anderem an, Menon werde in dem nach ihm benannten Dialog zu Unrecht gelobt, sein Charakter sei dort falsch dargestellt; die Wahrheit sei in Xenophons Bericht zu finden.
Auch bei christlichen Autoren fand der Menon Beachtung. Der Kirchenschriftsteller Clemens von Alexandria äußerte sich beifällig zu der im Dialog vorgetragenen Hypothese, die Tugend müsse als Gottesgabe erklärt werden. Der spätantike Kirchenschriftsteller Arnobius der Ältere bekämpfte in seiner Schrift Adversus nationes („Gegen die Heiden“) die Anamnesis-Lehre, wobei er eine Argumentation gegen die Beweiskraft des geometrischen Experiments vorbrachte. Auch der Kirchenvater Augustinus wandte sich gegen die Hypothese, die Seele bringe ein Wissen mit, das sie schon vor der Entstehung des Körpers besessen habe. Sein Einwand lautete, in diesem Fall könnten nicht alle geometrisches Wissen mitbringen, sondern nur die wenigen, die in einem früheren Leben bereits Mathematiker waren. Dies widerspreche der Verallgemeinerung des Ergebnisses des Experiments im Menon.
Die antike Textüberlieferung beschränkt sich auf ein Papyrus-Fragment aus der beginnenden römischen Kaiserzeit und knappe Zitate in anderen fragmentarisch auf Papyrus überlieferten Schriften.

### Mittelalter

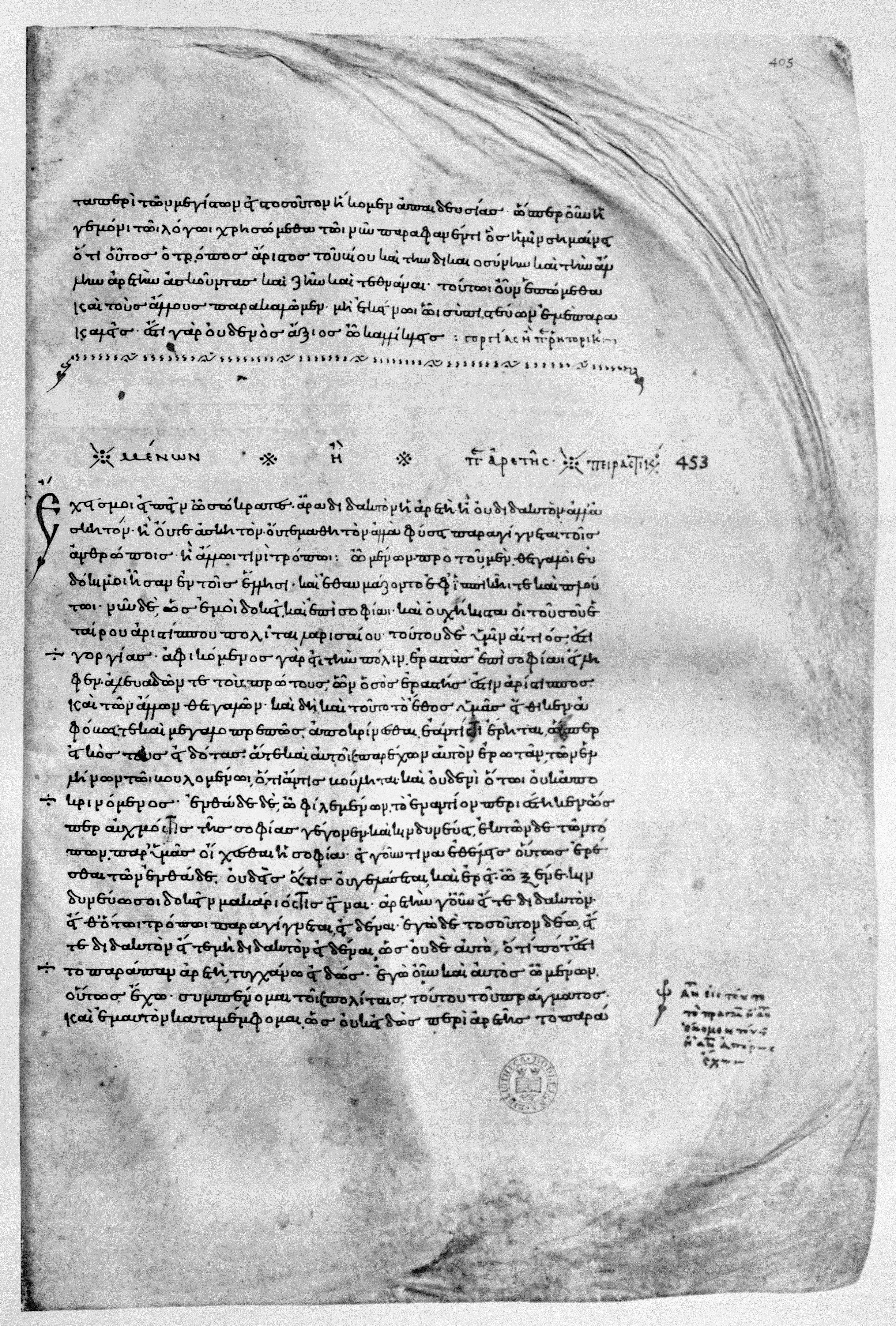
Der Anfang des Menon in der ältesten erhaltenen mittelalterlichen Handschrift, dem 895 geschriebenen Codex Clarkianus

Die älteste erhaltene mittelalterliche Menon-Handschrift wurde im Jahr 895 im Byzantinischen Reich angefertigt. Die handschriftliche Überlieferung besteht aus rund fünfzig Codices, die den Text vollständig oder teilweise enthalten.

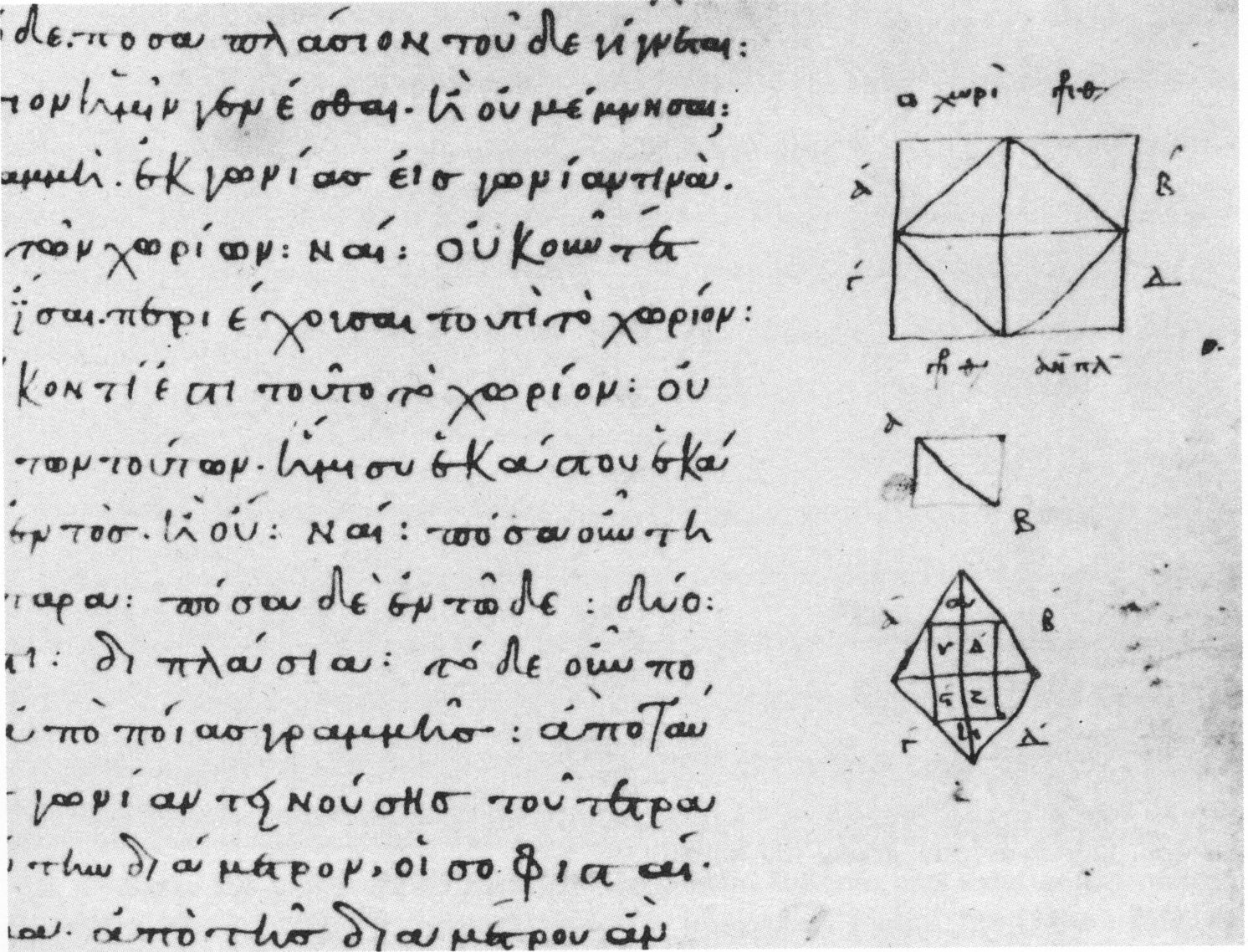
Konstruktionszeichnungen zum Problem der Quadratverdoppelung in den Scholien zu Menon 82b ff. in der Handschrift Wien, Österreichische Nationalbibliothek, Suppl. graec. 7, fol. 418r (10. Jahrhundert)

Im 10. Jahrhundert verfasste der einflussreiche muslimische Philosoph al-Fārābī eine Übersicht zu Platons Schriften mit dem Titel Die Philosophie Platons, ihre Teile und die Ordnung ihrer Teile von ihrem Anfang bis zum Ende. Darin fasste er den philosophischen Gehalt des Menon knapp aus der Perspektive eines ausgeprägten erkenntnistheoretischen Optimismus zusammen. Al-Farabi, der aus einer antiken mittelplatonischen Quelle schöpfte, stellte fest, Platon habe in diesem Dialog den erkenntnistheoretischen Pessimismus Menons verworfen, denn er habe erkannt, dass man sehr wohl durch Untersuchung zur Wahrheit vordringen könne.
Bei den lateinischsprachigen Gelehrten des Westens war der Menon bekannt, seit ihn der in Sizilien lebende Gelehrte Henricus Aristippus im Zeitraum 1154–1160 ins Lateinische übersetzt hatte. Die lateinische Übersetzung ist wortgetreu. Im Vorwort legte Henricus Aristippus dar, dass es ihm vor allem darauf ankam, den Sinn nicht zu verfälschen, und dass er daher stilistische Mängel in Kauf nahm. Der Text ist in fünf spätmittelalterlichen Handschriften überliefert.

### Frühe Neuzeit

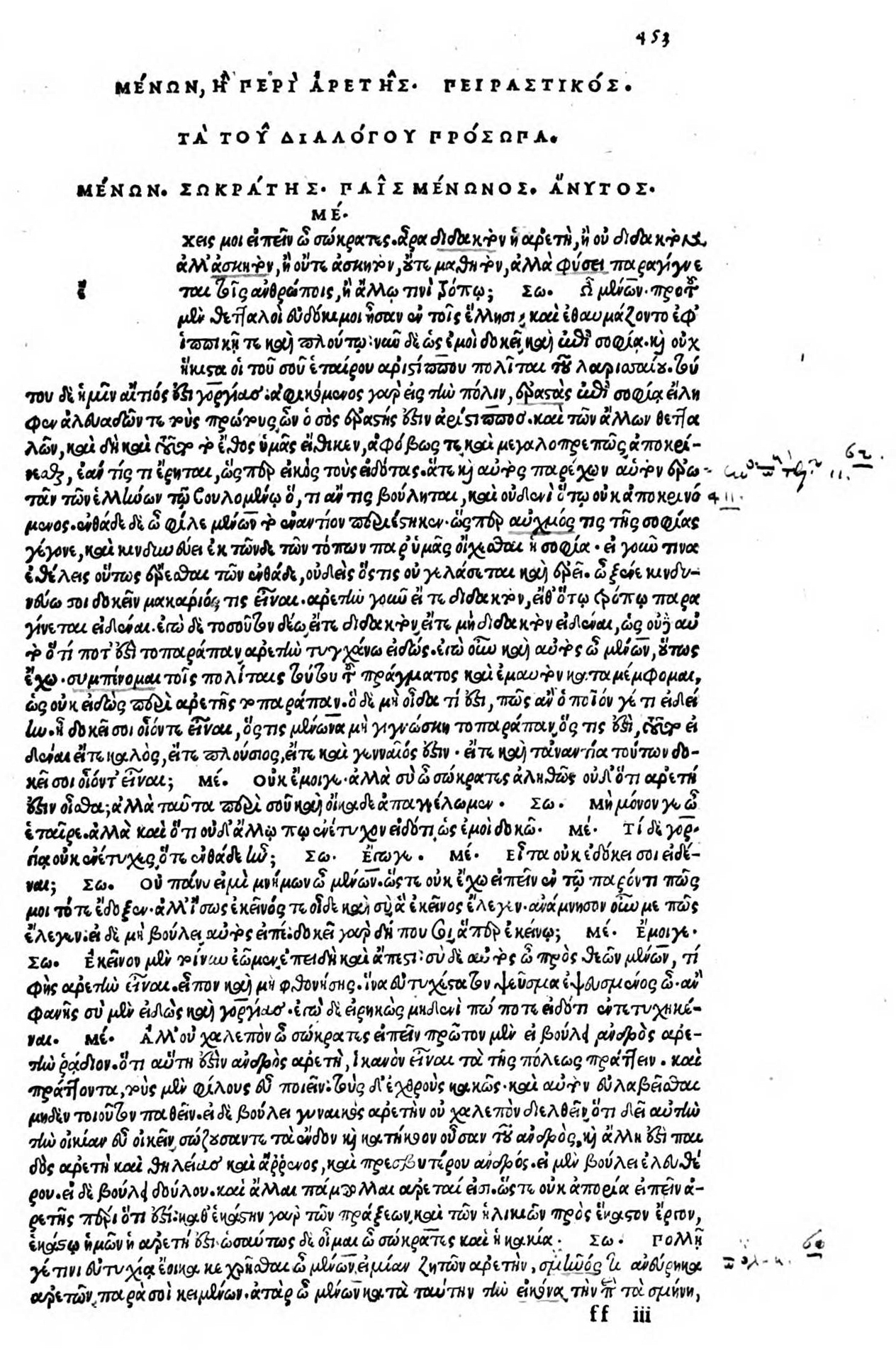
Der Anfang des Menon in der Erstausgabe, Venedig 1513

Die erste neuzeitliche Übersetzung ins Lateinische stammt von dem berühmten Humanisten Marsilio Ficino. Er veröffentlichte sie 1484 in Florenz in der Gesamtausgabe seiner Platon-Übersetzungen. In der Einleitung (argumentum) zu seinem lateinischen Menon stellte er fest, die Anamnesis sei ein Nebenthema und nicht das Wesentliche an dem Dialog, dessen Gegenstand die Tugend sei. Die Erstausgabe des griechischen Textes erschien im September 1513 in Venedig bei Aldo Manuzio im Rahmen der von Markos Musuros herausgegebenen Gesamtausgabe der Werke Platons.
René Descartes äußerte 1643 die Meinung, das Wissen über Gott sei von gleicher Art wie das geometrische Wissen, dessen latentes Vorhandensein im Menon demonstriert werde; beides gehöre zu den „uns angeborenen Wahrheiten“. Leibniz nahm 1686 zu dem „schönen Experiment“ lobend Stellung. Er hielt den Nachweis eines apriorischen Wissens für erbracht; das Anamnesis-Konzept sei, wenn man es richtig auffasse, solid. Die Hypothese einer Präexistenz der Seele vor der Entstehung des Körpers verwarf er jedoch.

### Moderne

#### Literarische Aspekte
Der einflussreiche Platon-Übersetzer Friedrich Schleiermacher hielt den Menon nicht für eine überragende Leistung; er schrieb 1805 in der Einleitung zur ersten Auflage seiner Übersetzung des Dialogs, es handle sich um „eine von den loseren nicht vollkommen durchgearbeiteten Darstellungen des Platon“. Die späteren Urteile über die literarische Qualität sind jedoch gewöhnlich trotz Kritik an Einzelheiten wie der abrupten Einführung des Anytos lobend ausgefallen. John Stuart Mill bemerkte in einem 1866 publizierten Essay, der Menon sei ein Juwel; in keinem anderen Dialog werde so viel für Platon Charakteristisches so kompakt dargeboten. Ulrich von Wilamowitz-Moellendorff urteilte, der Menon glänze nicht durch künstlerischen Schmuck, ihm fehle starkes Pathos, doch sei der Aufbau kunstvoll, die Darstellungsweise straff. Alfred Croiset fand in dem Dialog einen großen literarischen Charme. Franz von Kutschera nannte ihn „gut komponiert“.

#### Philosophische und didaktische Aspekte
Die philosophiegeschichtliche Forschung stuft den Menon als bedeutendes Werk ein und weist ihm im Rahmen von Platons Schaffen und in der Geschichte der abendländischen Erkenntnistheorie eine wichtige Rolle zu. Auch die didaktische Thematik des Dialogs findet in der Forschung viel Beachtung, das Experiment mit dem Sklaven gehört zu den klassischen Texten der Didaktikgeschichte. Der Neukantianer Paul Natorp (1854–1924) wies auf die im Dialog „reichlich eingestreuten, höchst wertvollen methodologischen Erörterungen“ hin. Mit dem Menon habe Platon „die ausschließliche Negativität der sokratischen Wissenskritik endgültig überwunden“. Natorp rühmte die „außerordentlich feine und durchdachte Anlage“ des Dialogs. Ulrich von Wilamowitz-Moellendorff schrieb 1919, der Menon sei nicht nur Programm von Platons Schule, der Akademie, sondern enthalte zugleich das Programm seines Lebens. Nicolai Hartmann ging im Rahmen seiner 1935 veröffentlichten Untersuchung von Platons Apriorismus auf das Experiment ein. Der Sklave habe das Wissen um die Sache durch „Besinnung in sich“ gefunden. Dies habe Platon anhand eines mathematischen Beispiels besonders gut demonstrieren können, denn in der Mathematik könne man niemanden etwas lehren, „ohne ihn zum eigenen inneren Erfassen der Sache zu bringen“. Gregory Vlastos lobte die Beherrschung der logischen Technik und Terminologie. William K. C. Guthrie würdigte die Pionierrolle Platons, der im Menon erstmals in der Philosophiegeschichte zwischen empirischem und apriorischem Wissen unterschieden habe. Jonathan Barnes betonte die Bedeutung von Menons Frage, ob die Tugend lehrbar sei: Es gehe dabei um den Status der Ethik als mögliche Wissenschaft.
Karl Popper brachte das Experiment im Menon mit dem historischen Sokrates in Verbindung, in dem er einen Demokraten und Vorkämpfer der Rechtsgleichheit sah. Er meinte, die geometrische Demonstration mit dem Sklaven illustriere den antiautoritären und egalitären Charakter des sokratischen Intellektualismus. Sokrates habe geglaubt, dass jedermann der Belehrung zugänglich sei, und habe mit dem Experiment beweisen wollen, dass jeder ungebildete Sklave die Fähigkeit besitze, auch abstrakte Sachverhalte zu begreifen. Die Anamnesis-Lehre besage, dass die Wahrheit durch den Akt der Erinnerung offenkundig werde. Diese optimistische Erkenntnistheorie komme in der „wunderschönen Stelle“ im Menon zum Ausdruck, wo der Sklave zur Erkenntnis geführt wird. Solcher Optimismus sporne zum Lernen, Forschen und Entdecken an, sei aber unrealistisch, da es in Wirklichkeit kein Kriterium der Wahrheit gebe. Die im Menon vorgetragene Theorie enthalte den Keim der aristotelischen Theorie der Induktion, der Induktionstheorie von Francis Bacon und der Erkenntnistheorie von René Descartes.
Elizabeth Anscombe verfasste eine Fortsetzung zu der Diskussion zwischen Sokrates und Menon über das Experiment mit dem Sklaven. Darin lässt sie die beiden Gesprächspartner vertieft auf den Akt des Verstehens einer Beweisführung und des Einsehens ihrer Stichhaltigkeit und auf die Begründung der Annahme eines schon vor der Entstehung des Körpers vorhandenen Wissens der Seele eingehen.

## Ausgaben und Übersetzungen
Kritische Ausgaben, teilweise mit Übersetzungen
- Richard S. Bluck (Hrsg.): Plato’s Meno. Cambridge University Press, Cambridge 1961 (Edition mit Einleitung und Kommentar).
- Gunther Eigler (Hrsg.): Platon: Werke in acht Bänden. Band 2. 5. Auflage. Wissenschaftliche Buchgesellschaft, Darmstadt 2005, ISBN 3-534-19095-5, S. 505–599 (Abdruck der Ausgabe von Maurice Croiset, 13. Auflage, Paris 1968, mit der deutschen Übersetzung von Friedrich Schleiermacher nach der 2., verbesserten Auflage von 1818).
- Reinhold Merkelbach (Hrsg.): Platons Menon. Athenäum, Frankfurt am Main 1988, ISBN 3-610-09217-3 (Edition mit Übersetzung und Erläuterungen).
- Klaus Reich (Hrsg.): Platon: Menon. Felix Meiner, Hamburg 1972, ISBN 3-7873-0279-4 (griechischer Text nach der Ausgabe von John Burnet [1903], leicht verändert; deutsche Übersetzung von Otto Apelt, überarbeitet).

Deutsche Übersetzungen
- Otto Apelt (Übersetzer): Platon: Menon oder Über die Tugend. In: Otto Apelt (Hrsg.): Platon: Sämtliche Dialoge, Bd. 2, Meiner, Hamburg 2004, ISBN 3-7873-1156-4 (Übersetzung mit Einleitung und Erläuterungen; Nachdruck der 2., durchgesehenen Auflage von 1922).
- Theodor Ebert (Übersetzer): Platon: Menon. Übersetzung und Kommentar. De Gruyter, Berlin 2018, ISBN 978-3-11-057617-7
- Theodor Ebert (Übersetzer):  Platon: Menon. Griechisch-deutsch, herausgegeben und übersetzt. de Gruyter, Berlin 2019, ISBN 978-3-11-062011-5
- Ludwig Georgii (Übersetzer): Menon. In: Erich Loewenthal (Hrsg.): Platon: Sämtliche Werke in drei Bänden, Bd. 1. Unveränderter Nachdruck der 8., durchgesehenen Auflage. Wissenschaftliche Buchgesellschaft, Darmstadt 2004, ISBN 3-534-17918-8, S. 411–457.
- Margarita Kranz (Hrsg.): Platon: Menon. Reclam, Stuttgart 1994, ISBN 3-15-002047-6 (Übersetzung mit griechischem Text nach der Ausgabe von John Burnet, leicht verändert und ohne den kritischen Apparat).
- Gernot Krapinger (Übersetzer): Platon, Menon. Griechisch/Deutsch. Herausgegeben und übersetzt. Reclam, Ditzingen 2021.
- Rudolf Rufener (Übersetzer): Platon: Die Werke des Aufstiegs (= Jubiläumsausgabe sämtlicher Werke, Bd. 2). Artemis, Zürich/München 1974, ISBN 3-7608-3640-2, S. 401–453 (mit Einleitung von Olof Gigon S. 159–182).

Mittelalterliche lateinische Übersetzung
- Victor Kordeuter (Hrsg.): Meno interprete Henrico Aristippo (= Plato Latinus, Bd. 1). Warburg Institute, London 1940 (Nachdruck: Kraus Reprint, Nendeln 1973).